# ساوت بیچ
ساوت بیچ (به انگلیسی: South Beach) یک محله ساحلی در ایالات متحده آمریکا است که در میامی بیچ، فلوریدا واقع شده‌است. ساوت بیچ ۳۹٬۱۸۶ نفر جمعیت دارد.

## نگارخانه

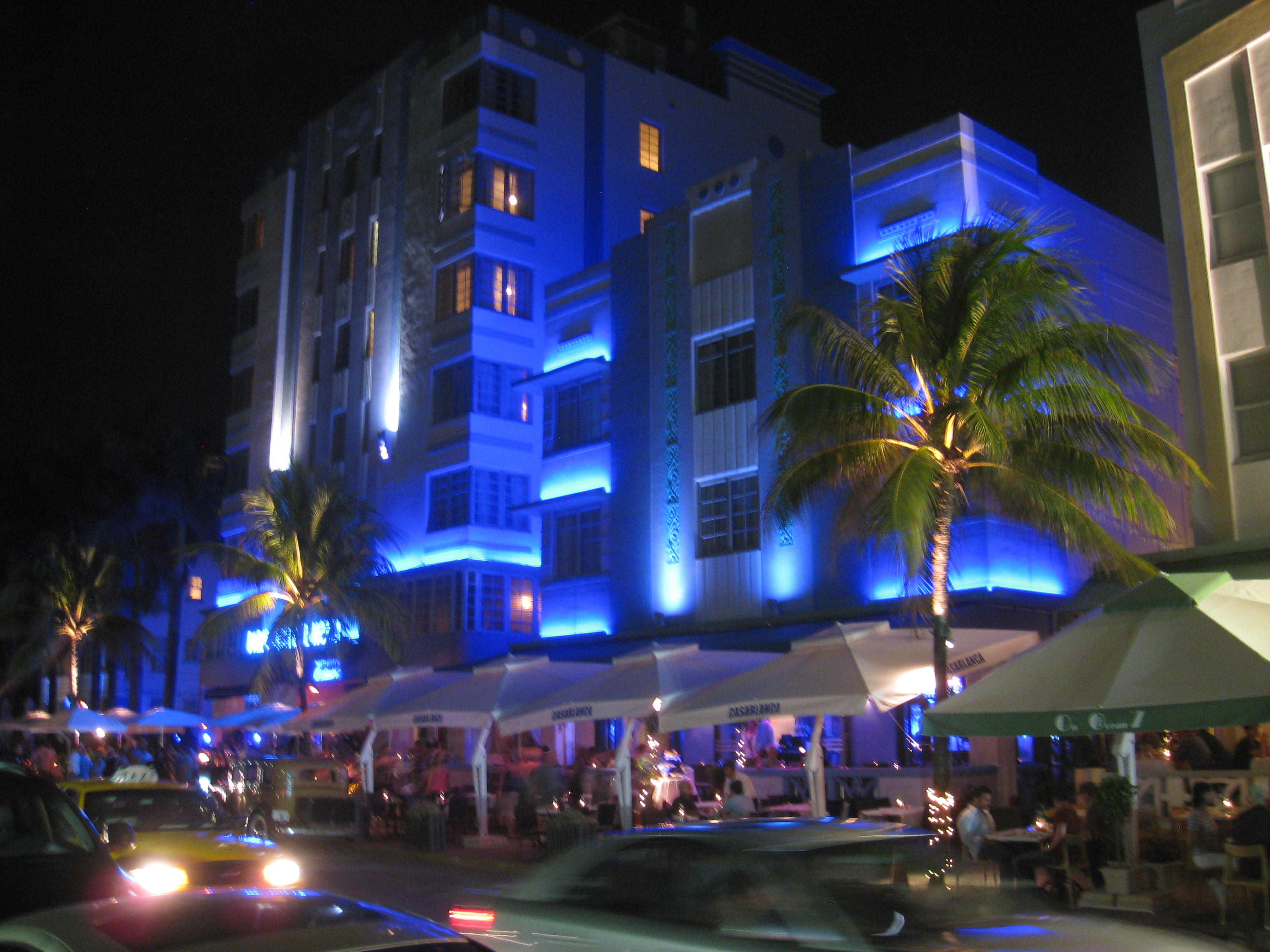
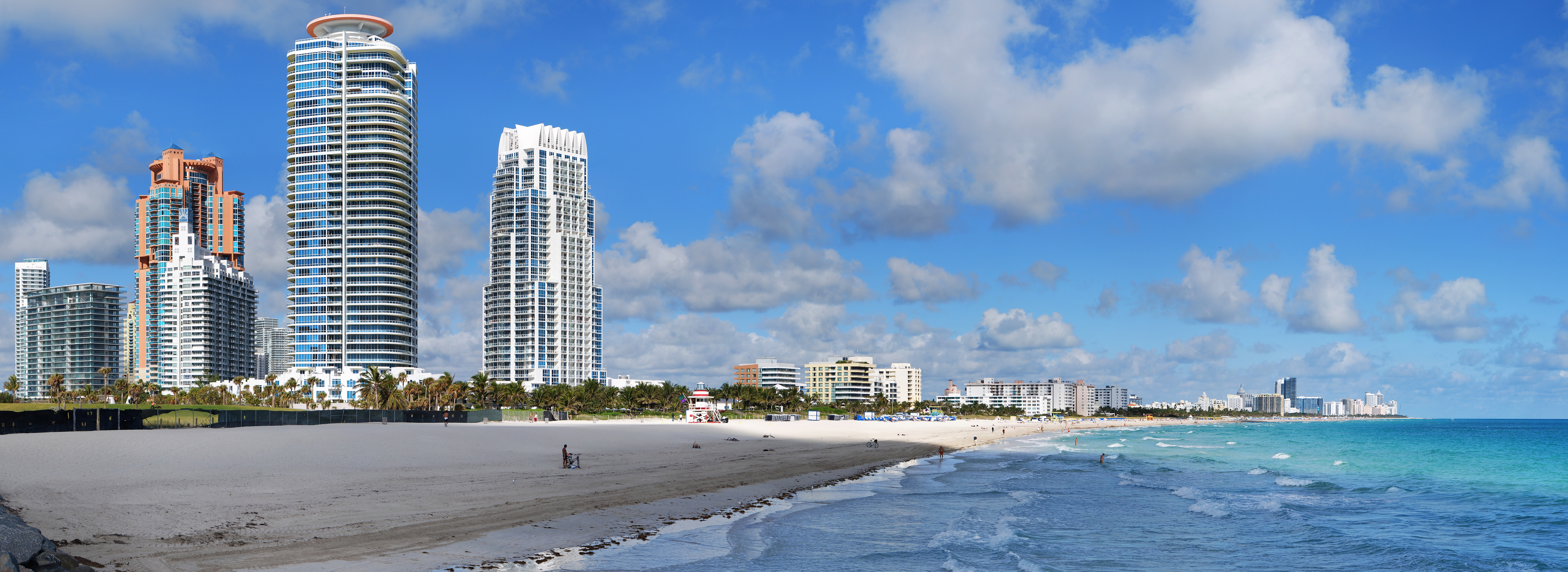
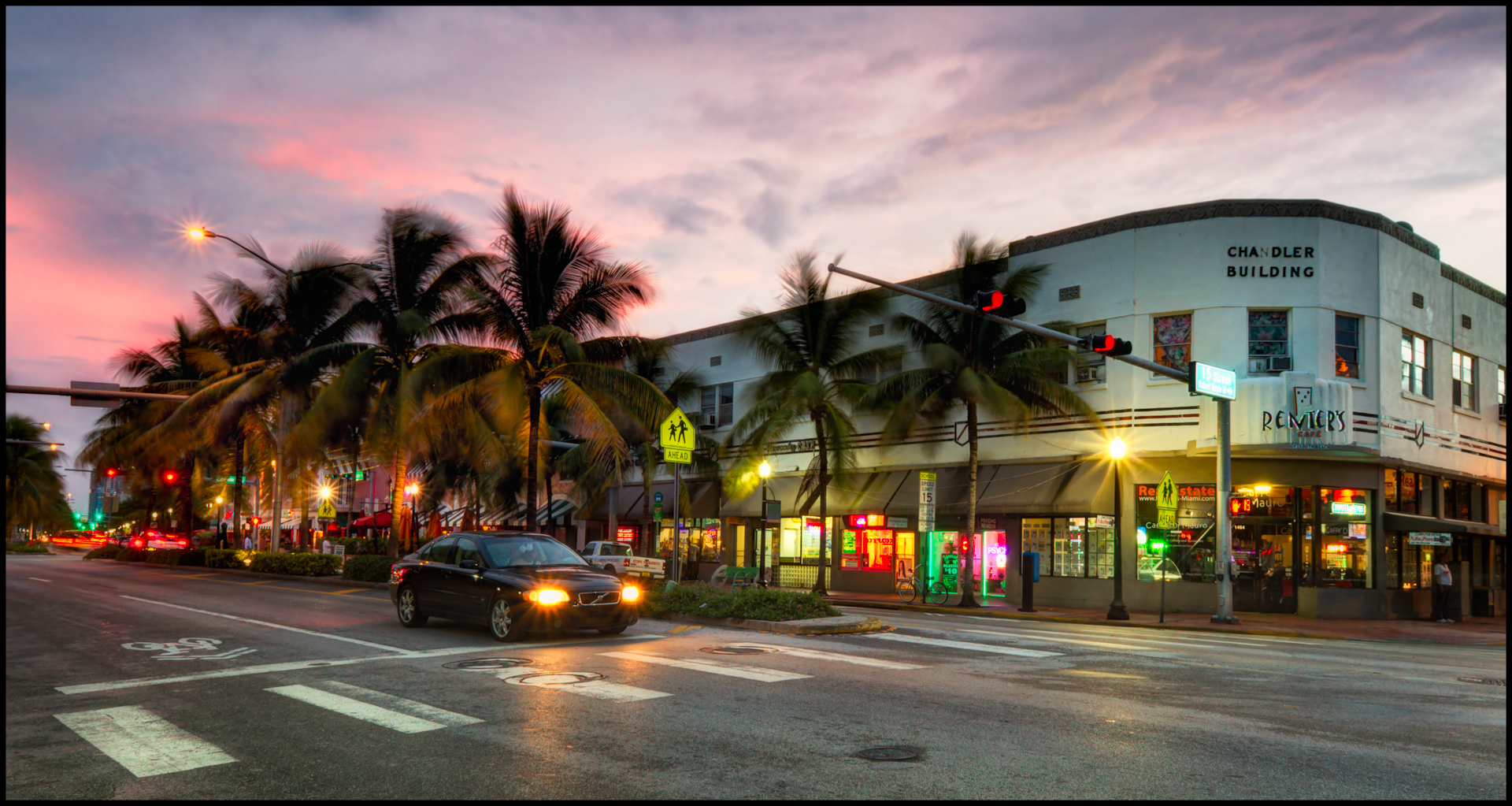
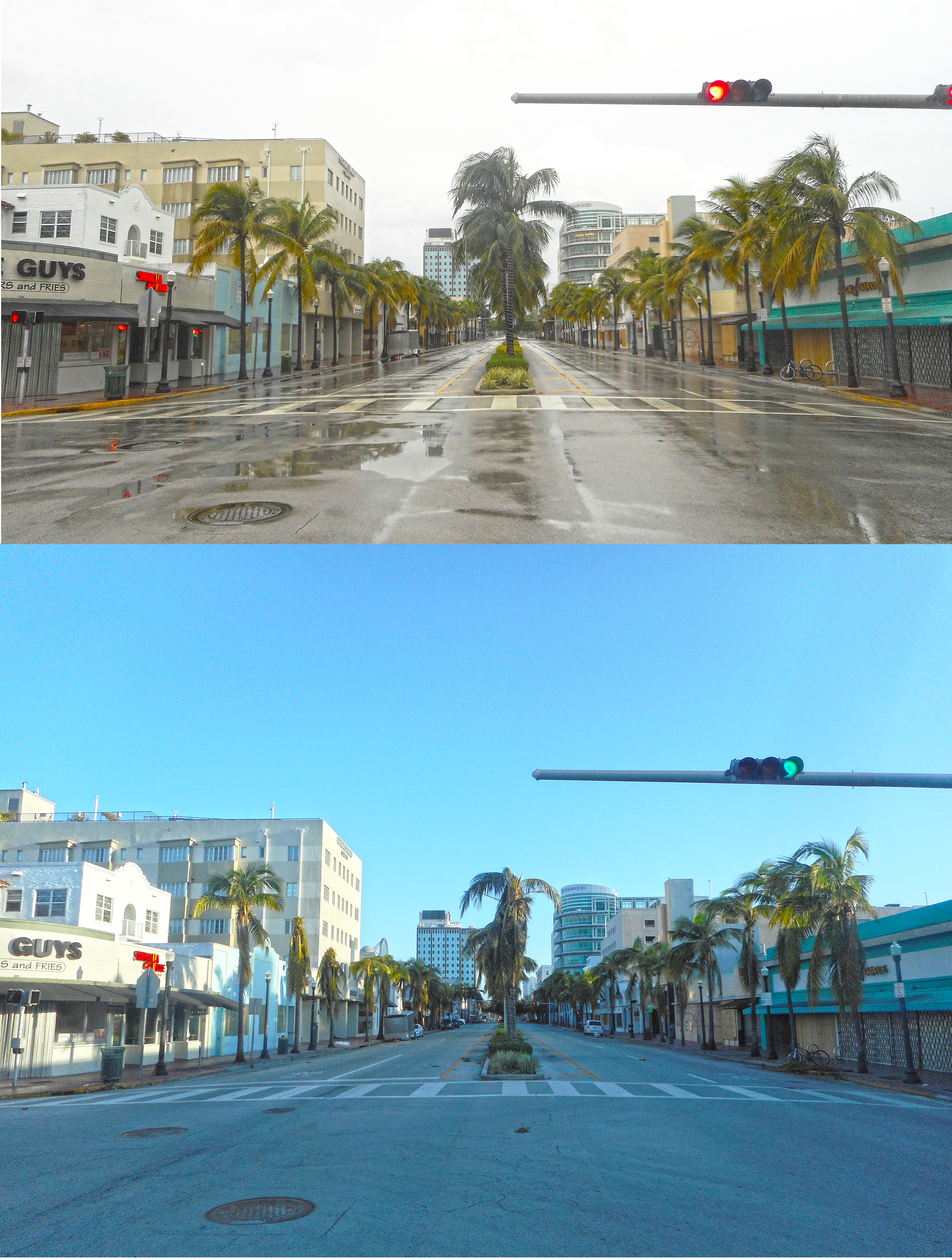
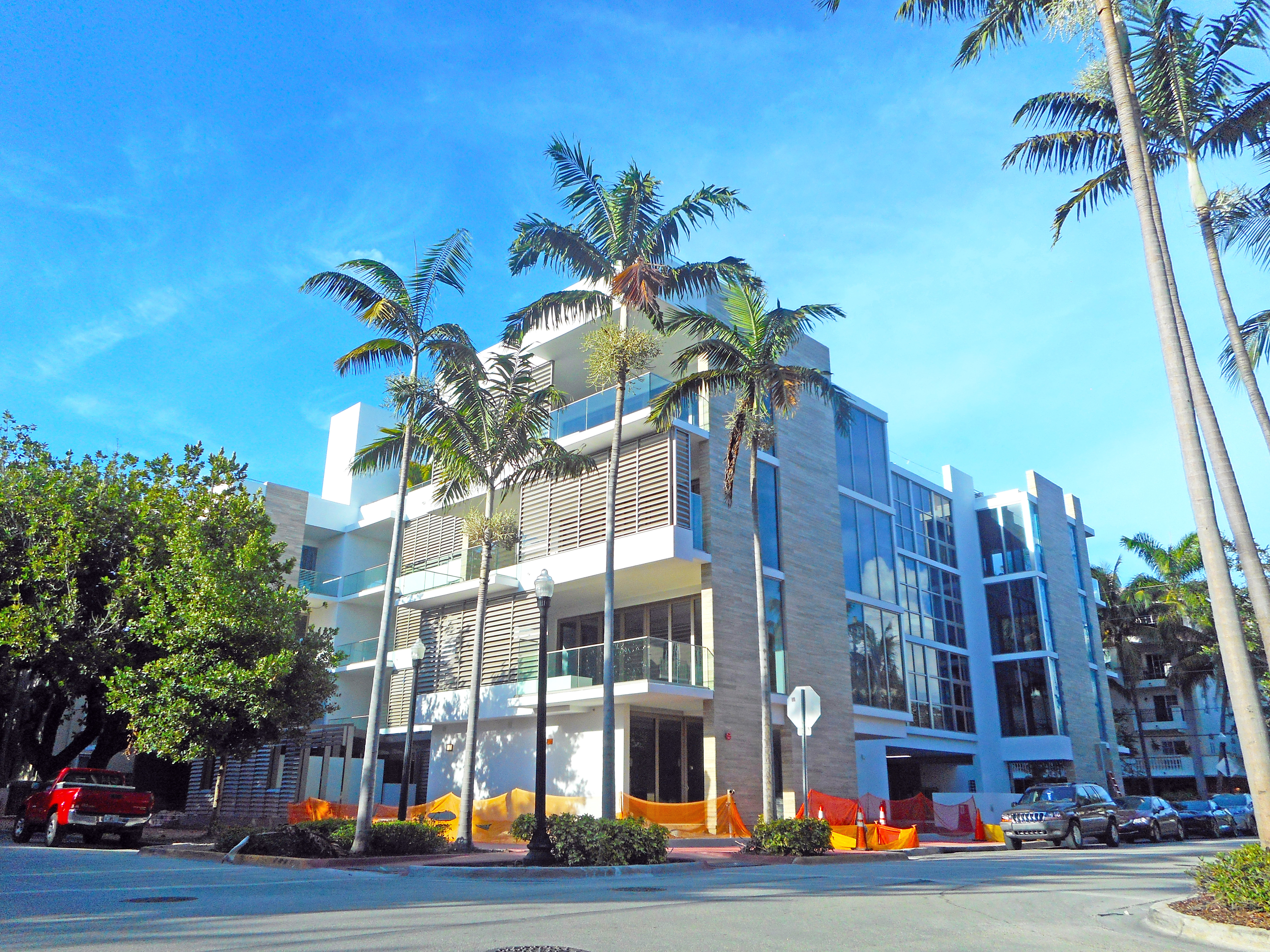
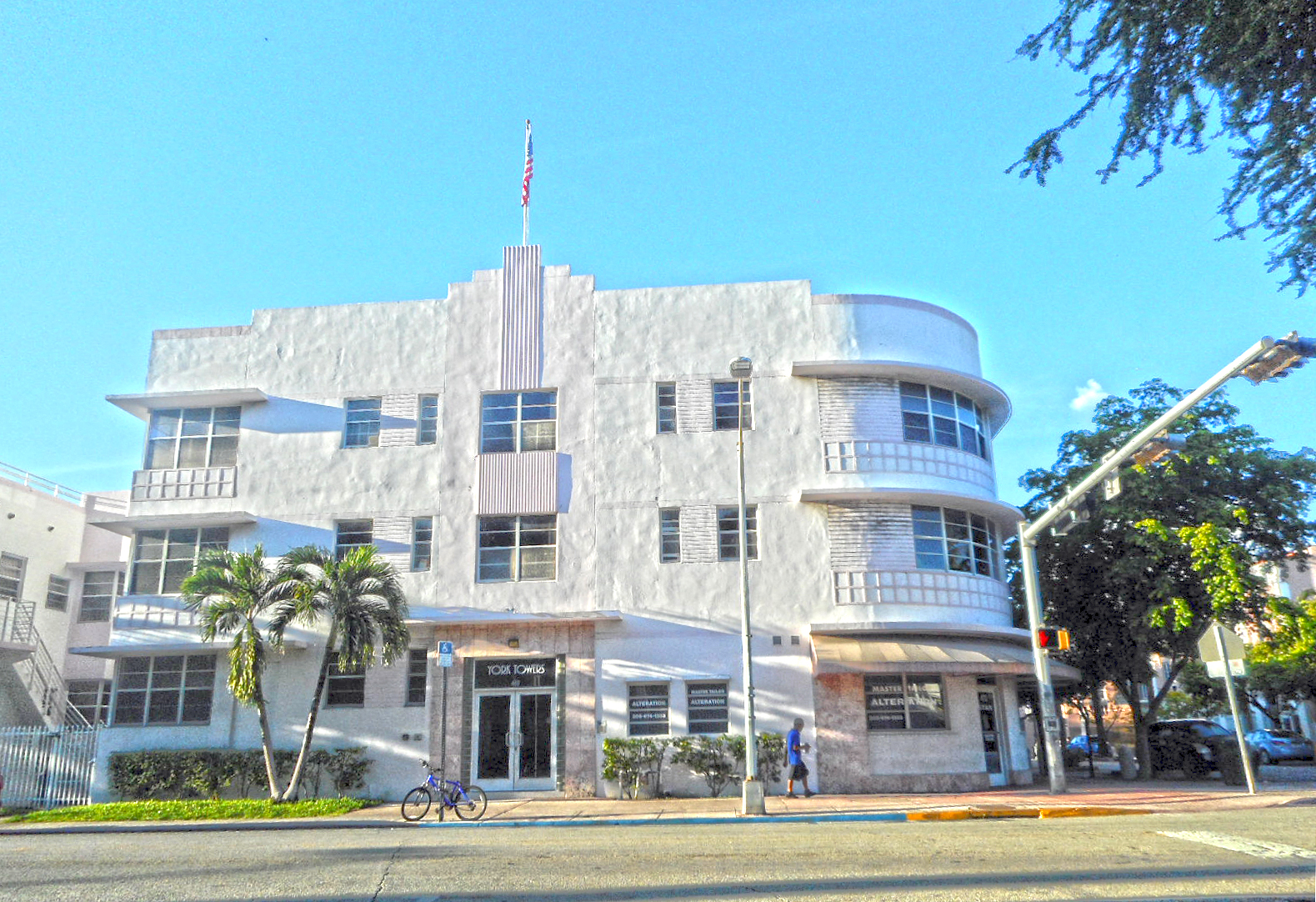
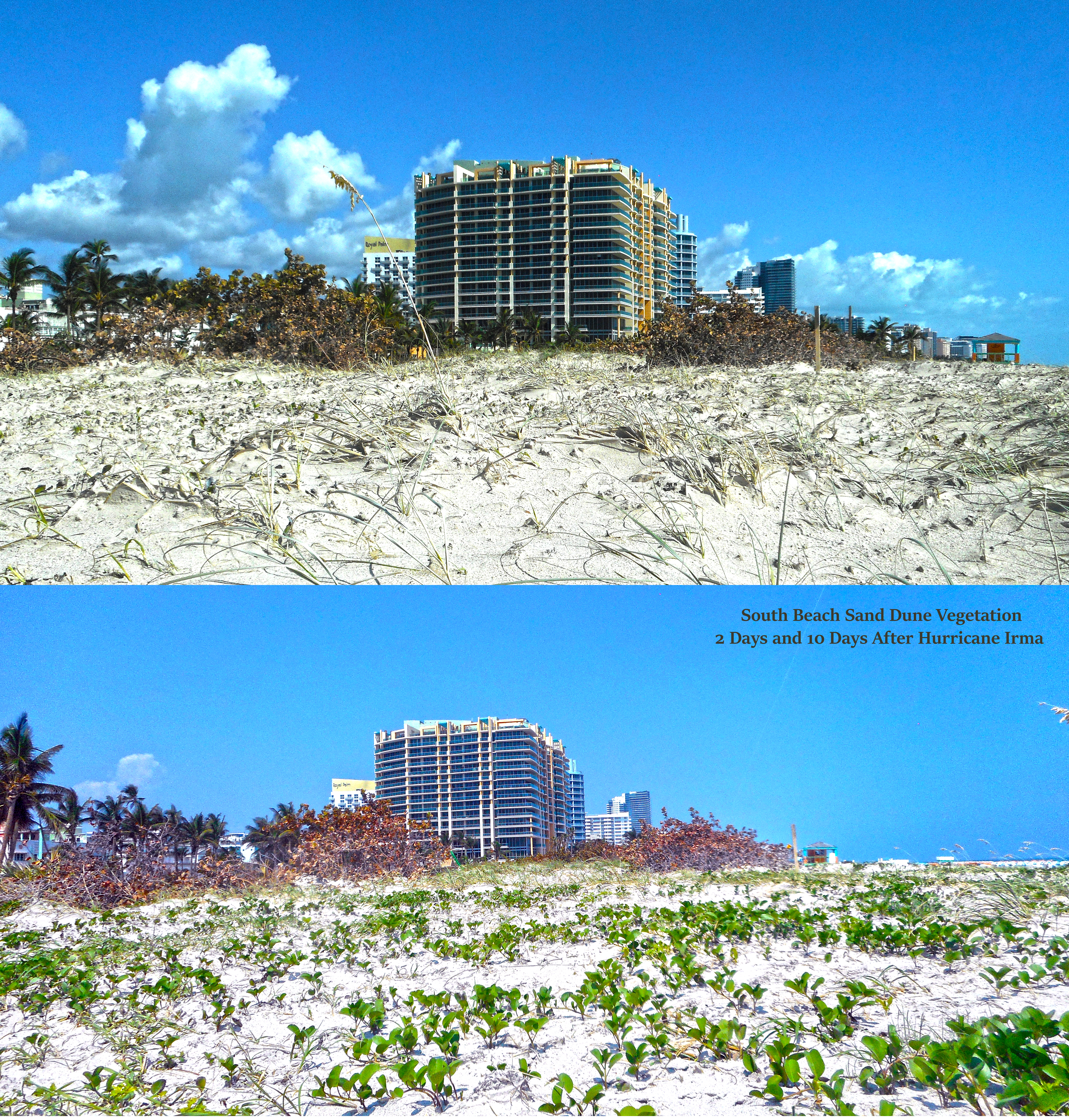